# Palais de justice (Pretoria)
Le palais de justice de Pretoria est situé dans la capitale sud-africaine, il forme avec l'ancienne Banque de réserve et le bâtiment Old Mutual la façade nord de la « place de l'Église » (Kerkplein en afrikaans, Church square en anglais). Le bâtiment date du XIXe siècle. Il a été conçu par l'architecte néerlandais Sytze Wierda (en). Ce bâtiment sert aujourd'hui de siège à la division de la Cour suprême d'Afrique du Sud pour la province du Gauteng. Le bâtiment abritait auparavant la Cour suprême de la province du Transvaal.

## Historique

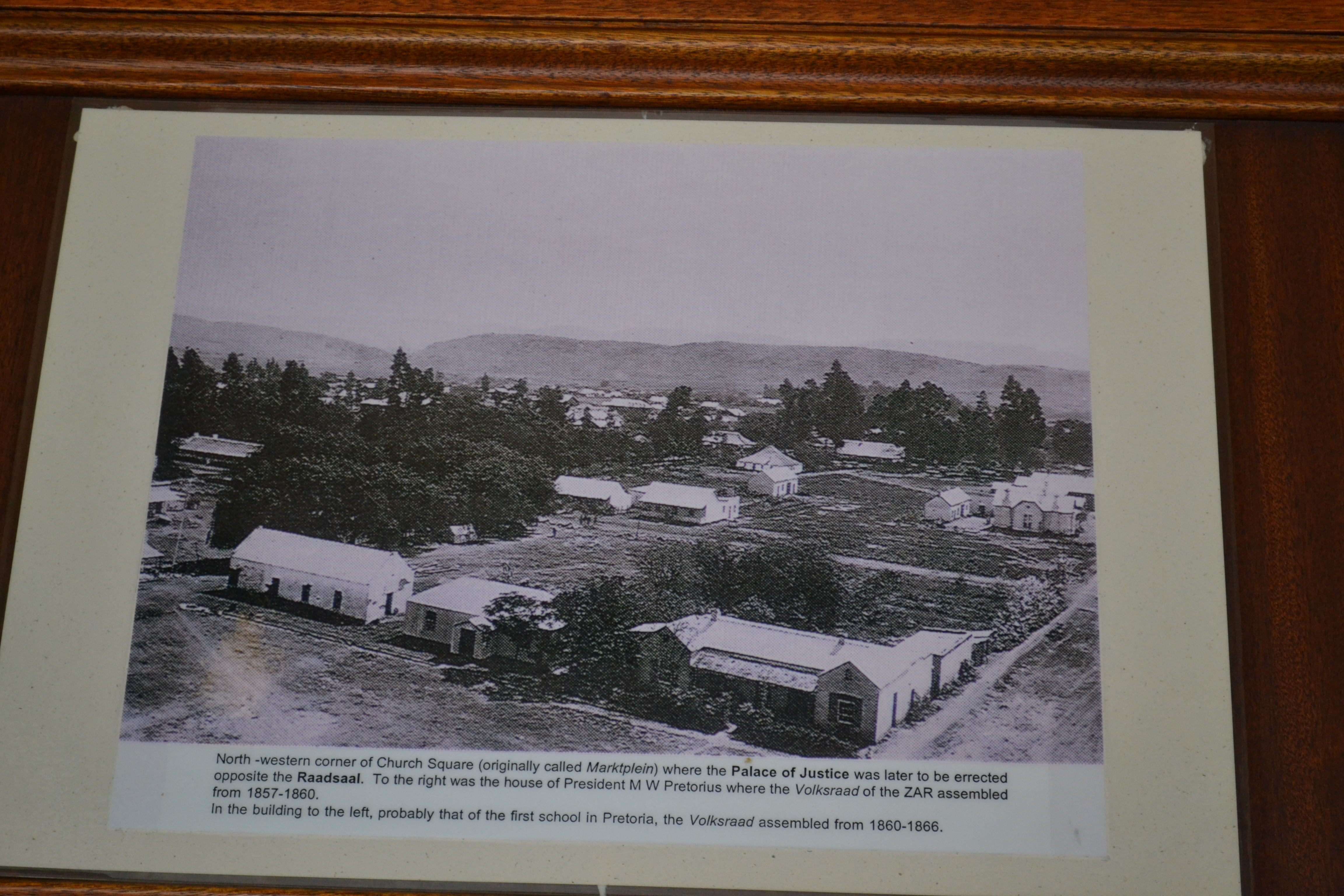
Emplacement où sera édifié le palais de justice et sur lequel avaient notamment été construits une école et la maison de Marthinus Wessel Pretorius

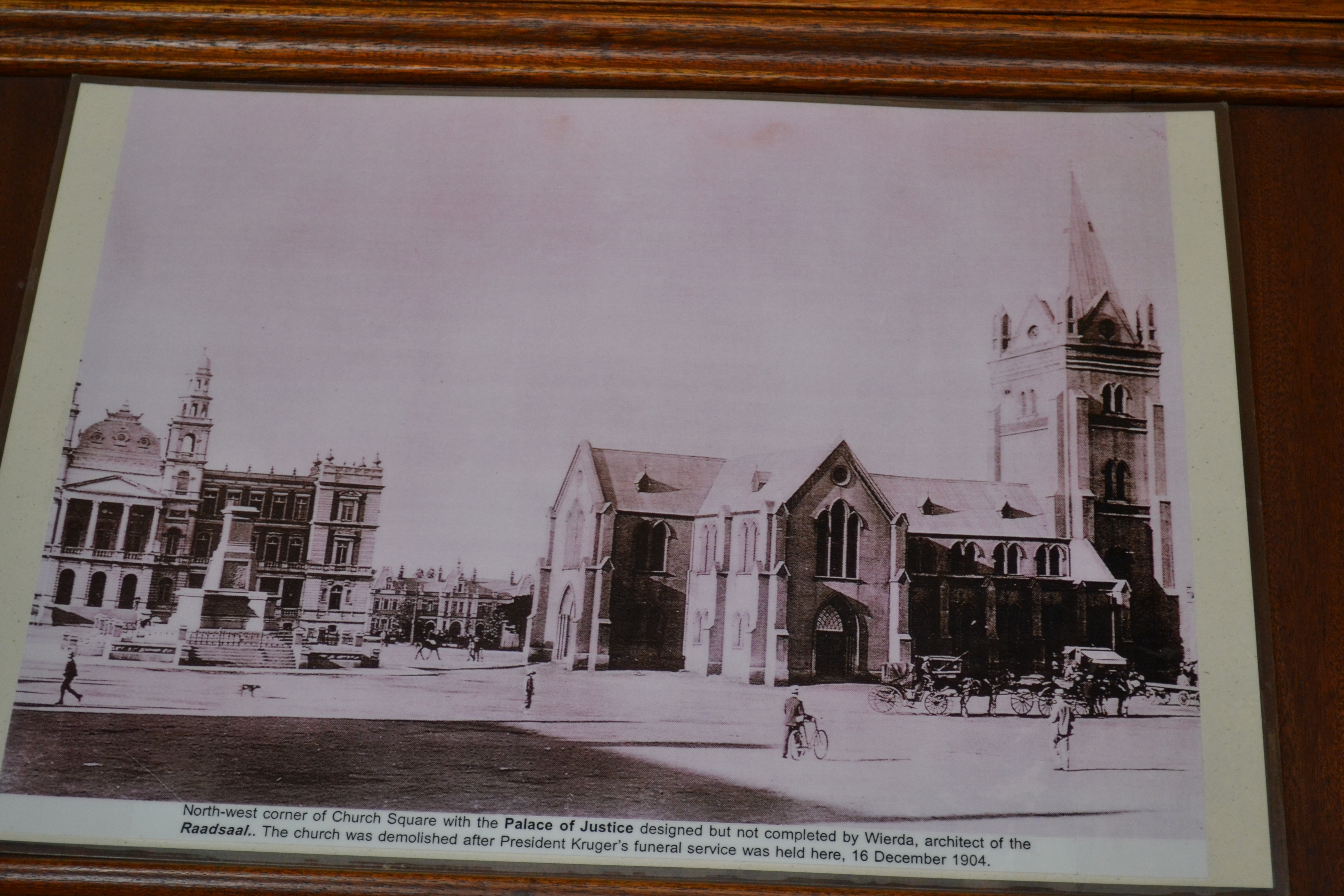
Le palais de justice, alors en cours de construction (à gauche) à la fin du XIXe siècle et l'ancienne église (aujourd'hui détruite) qui a donné son nom à church square

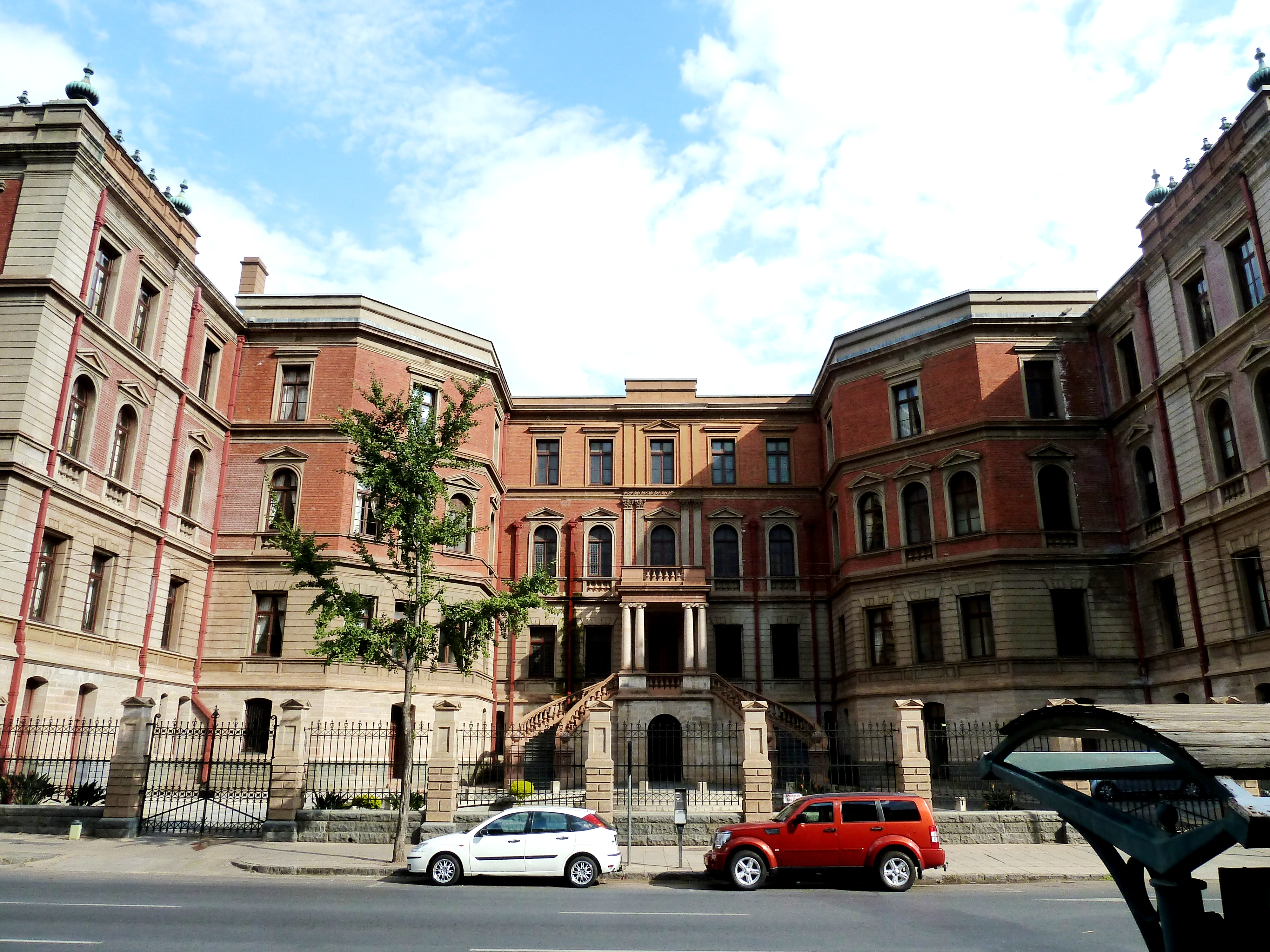
Le palais de justice, façade nord

Le bâtiment fut construit à l'emplacement de l'ancienne maison de Marthinus Wessel Pretorius en tant que résidence officielle du landrost et de la première école de Pretoria.
La première pierre du Palais de justice a été posée le 8 juin 1897 par Paul Kruger, président de la république d'Afrique du Sud (Zuid-Afrikaansche Republiek), plus connue sous le nom du Transvaal. Conçu par l'architecte néerlandais Sytze Wierda (en), il est construit par l'entreprise de construction de John Munro mais n'est achevé qu'après la seconde guerre des Boers. 
Le bâtiment a été construit en face de l'ancien bâtiment du gouvernement du Transvaal, le Raadsaal, conçu également par Sytze Wierda. Le bâtiment a servi d'hôpital d'urgence (appelé alors le Irish Hospital) pendant la seconde guerre des Boers (1899-1902) et a accueilli les victimes de la guerre contre les forces d'invasion britanniques.
Après avoir été le siège de la Haute-cour de la Zuid-Afrikaansche Republiek, le palais de justice de Pretoria devient le siège de la cour suprême du Transvaal. 
Le procès de Rivonia est peut-être l'affaire la plus célèbre à avoir été jugée dans ce tribunal. Lors de ce procès, Nelson Mandela et un certain nombre d'autres militants noirs ont été accusés de haute trahison pour une série d'attentats perpétrés et condamnés à la prison à vie.
Le 31 mai 1961, devant des milliers de personnes rassemblées sur church square, Charles Swart prononce, d'une estrade dressée au pied du palais de justice, son premier discours officiel en tant que premier président d’État de la république d'Afrique du Sud.
Le premier juge non blanc à siéger dans ce palais fut Ismail Mahomed (1991) et la première femme fut Lucy Mailula (1995).  
En 1997, la cour suprême du Transvaal devient la haute cour de la division provinciale du Transvaal puis, en 2009, la haute cour pour le Gauteng-nord. 
Depuis 2013, le palais de justice de Pretoria est l'un des deux sièges (avec le palais de justice de Johannesburg) de la Haute cour du Gauteng (Gauteng Division of the High Court of South Africa), compétente pour le Nord du Gauteng mais aussi pour le Mpumalanga, le Limpopo et pour les districts du Nord-Ouest de Bloemhof, Brits, Christiana, Klerksdorp, Potchefstroom, Schweizer-Reneke, Ventersdorp et Wolmaransstad.

## Sources
1. 1 2  Palace of Justice, Artefacts
2. ↑  Foundation releases photos of graffiti in the holding cells at the Palace of Justice, Pretoria, 8 mars 2011